# Athigunda, Bhadravati
Athigunda là một làng thuộc tehsil Bhadravati, huyện Shimoga, bang Karnataka, Ấn Độ.